# Rhoophilus
Rhoophilus (лат.) — род мелких орехотворок из трибы Synergini. Южная Африка. От близких родов отличаются следующими признаками: метасомальные тергиты 2+3 слиты в один сегмент; маргинальная крыловая ячейка закрыта; затылочный киль отсутствует; ареолы передних крыльев треугольные; гипопигий с отчётливым, удлинённым вентральным шипом, субапикальные волоски никогда не образуют плотного пучка. Инквилин образует вторичные клетки в галлах, вызванных гусеницами молей рода Scyrotis (Cecidosidae) на кустарниках и деревьях рода Сумах (Searsia, Анакардиевые). Личиночные клетки разрастаются в полые внутренние части галла хозяина, что приводит к гибели личинки моли, вызывающей галл. Rhoophilus морфологически сходен с голарктическими инквилиновыми родами Synergus, Saphonecrus и Synophrus.